# Pat Halcox

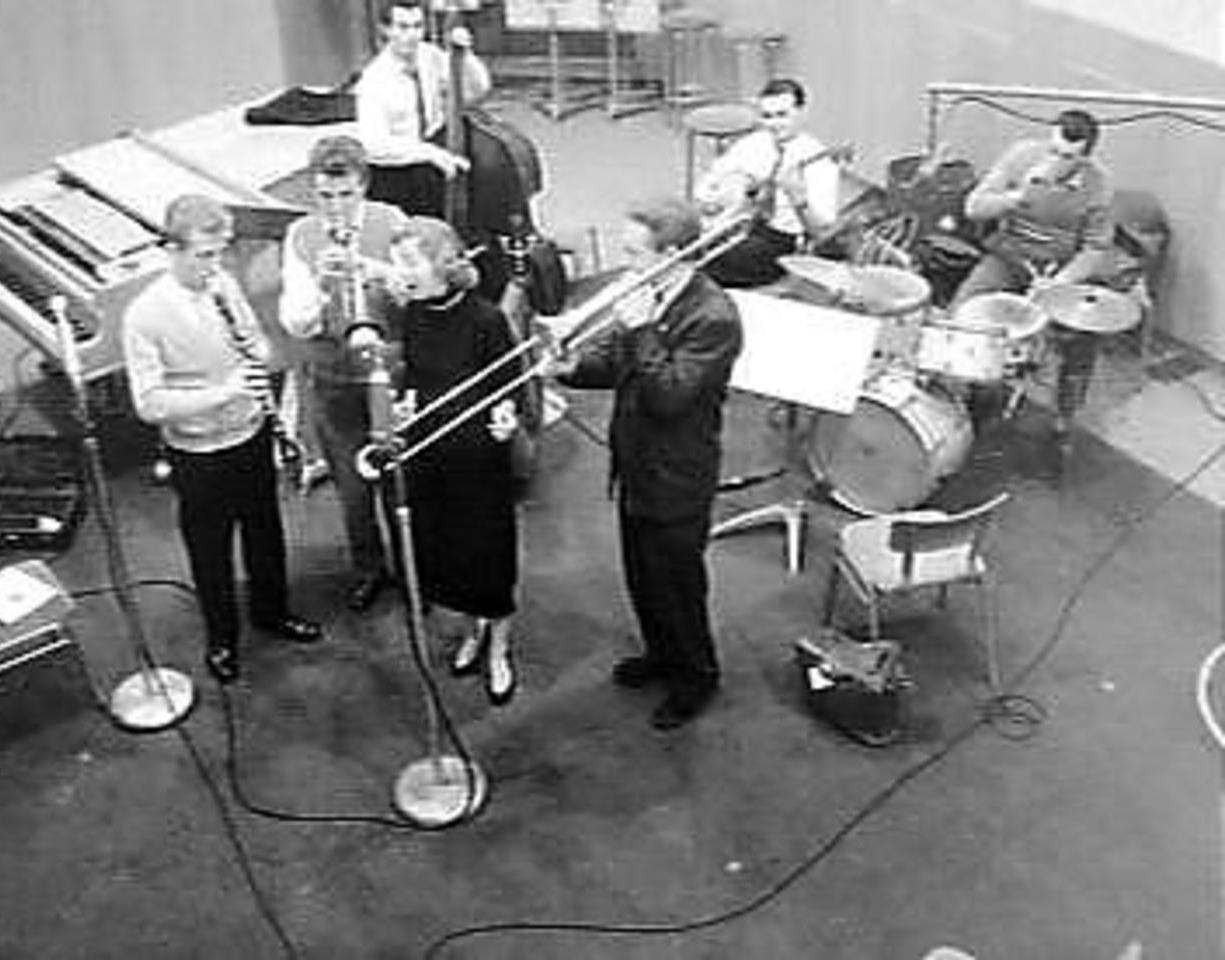
Halcox & Chris Barber Band (February 1957)

Patrick John Halcox (Londres, 18 de marzo de 1930-4 de febrero de 2013), fue un trompetista de jazz británico.

## Biografía
Halcox nació en el barrio londinense de Chelsea, y se convirtió en trompetista en el banda de Chris Barber, cuando la banda tomó el nombre el 31 de mayo de 1954. Originalmente se le ofreció el lugar antes, pero eligió continuar sus estudios como química. Ken Colyer fue invitado para ocupar la vacante de 1953, y la banda fue conocida como the Ken Colyer Jazz Band, ya que Colyer había regresado recientemente de Nueva Orleans, y los otros miembros, incluidos Chris Barber, Lonnie Donegan y Monty Sunshine, decidieron que esta experiencia de Nueva Orleans agregaría credibilidad.
La banda efectivamente se separó de Colyer después de una disputa sobre su dirección musical. Halcox tomó el lugar de Colyer, que posteriortmente se convirtió en el grupo de Barber, y los seis miembros de la banda original eventualmente aumentaron hasta los once miembros y en el que Halcox permaneció. Aunque principalmente era el trompetista, Halcox también tenía una buena voz y dirigió las diversas interpretaciones de la banda de "Ice Cream", uno de sus estándares más populares. También tocó el piano en la grabación de Lonnie Donegan de "Digging My Potatoes". 
Los Pat Halcox Allstars hicieron una grabación propia durante las vacaciones de verano de Chris Barber Band, ahora relanzadas como un CD de Lake Records. Halcox anunció su retiro de la Chris Barber Band a la edad de 78 años en julio de 2008.